# Ichthyophiidae
Ichthyophiidae är en familj av groddjur. Ichthyophiidae ingår i ordningen maskgroddjur, klassen groddjur, fylumet ryggsträngsdjur och riket djur. Enligt Catalogue of Life omfattar familjen Ichthyophiidae 44 arter. 
Kladogram enligt Catalogue of Life:
| Ichthyophiidae | \| \| Caudacaecilia \| \| \| \| \| \| Ichthyophis \| \| \| \| \| \| Uraeotyphlus \| \| \| \| |
|                | \| \| Caudacaecilia \| \| \| \| \| \| Ichthyophis \| \| \| \| \| \| Uraeotyphlus \| \| \| \| |
|                | Caeciliidae                                                                                  |
|                |                                                                                              |
|                | Rhinatrematidae                                                                              |
|                |                                                                                              |
|                | Caudacaecilia                                                                                |
|                |                                                                                              |
|                | Ichthyophis                                                                                  |
|                |                                                                                              |
|                | Uraeotyphlus                                                                                 |
|                |                                                                                              |

|  | Caudacaecilia |
|  |               |
|  | Ichthyophis   |
|  |               |
|  | Uraeotyphlus  |
|  |               |